# Nuutilansaari (ö i Norra Savolax)
Nuutilansaari är en ö i Finland. Den ligger i sjön Onkivesi och i kommunen Kuopio i den ekonomiska regionen  Kuopio ekonomiska region  och landskapet Norra Savolax, i den centrala delen av landet, 400 km norr om huvudstaden Helsingfors. Öns area är 9,3 hektar och dess största längd är 450 meter i nord-sydlig riktning.  Nuutilansaari ligger i sjön Onkivesi.